# Takuto Hayashi
Takuto Hayashi (Osaka, 9 augustus 1982) is een Japans voetbaldoelman die sinds 2010 voor de Japanse eersteklasser Vegalta Sendai uitkomt. Voordien speelde hij voor Sanfrecce Hiroshima en Consadole Sapporo.